# 김희 (1985년)
김희(1985년 2월 28일 ~)는 대한민국의 무속인 겸가수다. 원래 팝페라 가수지만 2019년 정규 앨범 <1초/달아달아/쓰다달다>로 트로트 가수로도 데뷔했다.

## 방송
- 트롯 전국체전 - Top22(22위)

## 음반
- 1초/달아달아/쓰다달다 (2019)
- 트롯 전국체전 PART.5 (2021)
- 트롯 전국체전 PART.8 (2021)